# Lijst van weg- en veldkruisen in Horst aan de Maas
Dit is een onvolledige lijst van weg- en veldkruisen in de gemeente Horst aan de Maas. Onder kruisen wordt verstaan: alle weg-, veld- en hagelkruisen ed. De kruisen op kerkhoven of op gevels en daken van gebouwen zijn buiten beschouwing gelaten.
Bij enkele kruisen staat het huisnummer aangegeven van de woning die erbij ligt.
| Adres                                                 | Plaats           | Plaatsingsjaar    | Soort kruis                     | Extra informatie | Foto |
| ----------------------------------------------------- | ---------------- | ----------------- | ------------------------------- | --- | --- |
| Zwarte Plakweg (bij nr. 61)                           | America          | 1917 en 1945      | Dankkruis                       | Geplaatst uit dankbaarheid na een koetsongeval zonder slachtoffers                                                                                          | |
| Hofweg (bij nr. 36)                                   | America          | 19e eeuw en 1973  |                                 | | |
| Kronenbergweg                                         | America          |                   |                                 | | Veldkruis aan de Kronenbergweg in Kronenberg                                                                                            |
| Slikweg (bij nr. 9)                                   | America          | 1920 en 1975      |                                 | | |
| Haasendonkerweg-Roamweg                               | Broekhuizen      | 1998              |                                 | Bijnaam: Het Tirolerkruis | Veldkruis (ook wel bekend als het Tirolerkruis), aan de Roamweg-Haasendonkerweg in Broekhuizen (Lb)                                     |
| Broekhuizerweg-Burgemeester Hermansstraat-Kapelstraat | Broekhuizenvorst |                   |                                 | Bij de Onze-Lieve-Vrouw van Zeven Smartenkapel | |
| Blitterswijckseweg                                    | Broekhuizenvorst |                   |                                 | Geplaatst bij de Sint-Annakapel | |
| Driekooienweg (bij nr. 20)                            | Evertsoord       |                   |                                 | | Veldkruis aan de Driekooienweg in Evertsoord                                                                                            |
| Kanaalweg-Lavendellaan                                | Griendtsveen     | 1945              | Bevrijdingskruis                | Geplaatst als herinnering aan de oorlog 1940-1945 | Bevrijdingskruis (herinnering aan de Tweede Wereldoorlog 1940-1945). Geplaatst aan de splitsing Kanaalweg-Lavendellaan in Griendtsveen. |
| Aartserfweg-Horsterweg                                | Grubbenvorst     | 1914 en ca. 1950  |                                 | | |
| Broekeindweg                                          | Grubbenvorst     | 1467 en 1945      | Moordkruis, later als dankkruis | Het kruis werd in 1467 als moordkruis geplaatst bij Boerderij Grootraaij aan het Raaijeind. In 1945 werd het op de huidige locatie als dankkruis geplaatst. | |
| Losbaan                                               | Grubbenvorst     | 1779              |                                 | Het kruis vormt de grensscheiding tussen Grubbenvorst en Lottum                                                                                             | Veldkruis aan de Losbaan in Grubbenvorst                                                                                                |
| Lottumseweg-Hagelkruisweg                             | Grubbenvorst     |                   | Hagelkruis                      | | Veldkruis aan de Lottumseweg-Hagelkruisweg in Grubbenvorst                                                                              |
| Reuveltweg-Vinkenlaan                                 | Grubbenvorst     | Ca. 1905 en 2007  |                                 | | |
| Sint-Jansweg                                          | Grubbenvorst     | 1990              |                                 | Geplaatst bij de Sint-Janskapel | |
| Sintelweg-Witveldweg                                  | Grubbenvorst     | Ca. 1850 en 1979  |                                 | | Veldkruis aan de Witveldweg-Sintelweg in Grubbenvorst                                                                                   |
| Bosstraat-Kogelstraat                                 | Hegelsom         | 1982              |                                 | | Veldkruis Bosstraat-Kogelstraat (Hegelsom)                                                                                              |
| Kevelaersedijk                                        | Hegelsom         | Ca. 1912          |                                 | | |
| Kogelstraat (bij nr. 60)                              | Hegelsom         | Ca. 1868          |                                 | | Veldkruis Kogelstraat (Hegelsom) |
| Langstraat-Kruisstraat                                | Hegelsom         | 1940              | Dankkruis                       | | Dankkruis Kruisstraat-Langstraat (Hegelsom)                                                                                             |
| Hesselenweg                                           | Hegelsom         | 19e eeuw          |                                 | | Veldkruis Hesselenweg (Horst) |
| Pastoor Debijestraat-Reysenbeckstraat                 | Hegelsom         |                   |                                 | | |
| Gasthuisstraat-Herstraat                              | Horst            | Ca. 1900          |                                 | | |
| Gortmolenweg                                          | Horst            | 1915 en 1972      | Hagelkruis                      | | Veldkruis Gortmolenweg (Horst) |
| Tienraysweg (Helpeney)                                | Horst            | 1956              |                                 | | Veldkruis Tienrayseweg [Helpeney] (Horst)                                                                                               |
| Stationsstraat-Westsingel                             | Horst            | Ca. 1890          | Hagelkruis                      | | |
| Veld-Oostenrijk                                       | Horst            | Ca. 1935          | Dankkruis                       | Bij boerderij "Meerlohof" | Veldkruis Veld-Oostenrijk (Horst) |
| Americaanseweg-Venweg                                 | Kronenberg       | Ca. 1930          |                                 | Het corpus werd gemaakt door Piet Killaars | Veldkruis aan de Americaansweg-Venweg in Kronenberg. Het corpus werd vervaardigd door Piet Killaars.                                    |
| Blaktdijk-Reindonckerweg                              | Kronenberg       | 1950              |                                 | | |
| Blaktdijk-Venweg                                      | Kronenberg       |                   |                                 | | |
| De Hees (bij nr. 63)                                  | Kronenberg       | 1974              |                                 | | |
| Kronenbergweg                                         | Kronenberg       | Ca. 1900          |                                 | | |
| Grubbenvorsterweg (bij nr. 5)                         | Lottum           | 17e eeuw          |                                 | | |
| Hombergerweg-Rozenlaan                                | Lottum           | 1899              | Hagelkruis                      | Geplaatst ter gelegenheid van een bruiloft | |
| Horsterdijk-Zwaanen Heike                             | Lottum           |                   |                                 | | |
| Veerweg                                               | Lottum           |                   | Kastkruis                       | Bij de Sint-Annakapel | |
| Keuter                                                | Meerlo           |                   |                                 | | |
| De Cocq van Haeftenstraat                             | Meerlo           |                   |                                 | Geplaatst bij de Sint-Jozefkapel | |
| Mgr. Jenneskensstraat                                 | Meerlo           |                   |                                 | | Veldkruis, Mgr. Jenneskensstraat (Meerlo)                                                                                               |
| Eikelenbosserdijk-Herenbosweg                         | Melderslo        | 1890              |                                 | Geplaatst ter nagedachtenis aan een dodelijk ongeval op deze plek                                                                                           | Veldkruis Herenbosweg-Eikelenbosserdijk (Melderslo)                                                                                     |
| Broekhuizerdijk-Horsterweg-Meerlosebaan               | Melderslo        | 1927 en 1977      |                                 | | Veldkruis aan de kruising Meerlosebaan, Broekhuizerdijk, Horsterweg                                                                     |
| Konijnswarande                                        | Melderslo        | Ca. 1850          |                                 | | Veldkruis Konijnswarande (Melderslo) |
| Steegstraat-Vlasvenstraat                             | Melderslo        | Ca. 1930          |                                 | | Veldkruis Steegstraat-Vlasvenstraat (Melderslo)                                                                                         |
| Vlasvenstraat (bij nr. 64)                            | Melderslo        | Ca. 1900          |                                 | | Veldkruis Vlasvenstraat (Melderslo) |
| Americaanseweg (bij nr. 112)                          | Meterik          | 19e eeuw          | Hagelkruis                      | | Veldkruis Americaanseweg (Meterik) |
| Americaanseweg-Speulhofsbaan                          | Meterik          | 1885 en 1955      |                                 | Gelegen bij café/zaal ‘t Kruuspunt | Veldkruis Speulhofsbaan-Americaanseweg [Cafe t Kruuspunt] - (Meterik)                                                                   |
| Crommentuynstraat-Essenweg                            | Meterik          | 1926              |                                 | | |
| Droesenweg-Schadijkerweg                              | Meterik          | Ca. 1900          | Hagelkruis                      | Bijnaam: Het Molenkruis | |
| Schadijker Bossen                                     | Meterik          | 1946              | Memoriekruis                    | Geplaatst ter herinnering aan Derk van Assen die hier op 14 september 1943 werd gefusilleerd                                                                | |
| Blaktdijk-Tongerloseweg                               | Sevenum          |                   |                                 | | Veldkruis aan de splitsing Blaktdijk-Tongerloseweg in Sevenum.                                                                          |
| Broek (bij nr. 20)                                    | Sevenum          |                   |                                 | | |
| Erdbrugweg                                            | Sevenum          |                   |                                 | | |
| Gelderdijk-Op den bergen                              | Sevenum          | 11 juni 1931      | Hagelkruis                      | | Veldkruis aan de Gelderdijk-Op den Bergen in Sevenum                                                                                    |
| Gelderdijk-Steeg                                      | Sevenum          |                   |                                 | | |
| Kleefsedijk (bij nr. 25)                              | Sevenum          | 1906              |                                 | Bijnaam: Kruis “Op het Kleef” | |
| Grubbenvorsterweg (bij nr. 47)                        | Sevenum          | Ca. 1914          |                                 | Bijnaam: Pubbenkruis | |
| Hazenhorstweg                                         | Sevenum          | Ca. 1875          |                                 | | Veldkruis aan de Hazenkampweg in Sevenum. Gelegen in de scherpe bocht bij de splitsing met een zandpad.                                 |
| Heesbredeweg                                          | Sevenum          | Ca. 1890          | Gedachteniskruis                | | |
| Helenaveenseweg-Steeg                                 | Sevenum          | 2e kwart 19e eeuw |                                 | | |
| Hoogbroek (bij nr. 19)                                | Sevenum          |                   |                                 | | |
| Krouwelstraat                                         | Sevenum          | Ca. 1985          |                                 | Bij hoeve “De Krouwel” | |
| Steegbredeweg                                         | Sevenum          |                   |                                 | Bijnaam: De Kruisboom | |
| Lemmenweg                                             | Sevenum          |                   |                                 | Het kruis heeft geen corpus. | |
| Maasbreeseweg (bij nr. 82)                            | Sevenum          |                   |                                 | | |
| Maasbreeseweg (bij nr. 108)                           | Sevenum          | Ca. 1930          |                                 | | |
| Snelkensstraat (bij nr. 26)                           | Sevenum          | 1945              | Dankkruis                       | Geplaatst uit dankbaarheid voor het behoud van familieleden en onderduikers tijdens de Tweede Wereldoorlog                                                  | |
| Steinhagenstraat (bij nr. 52)                         | Sevenum          |                   |                                 | | |
| De Vorst (bij nr. 3)                                  | Sevenum          | 1955              |                                 | | |
| De Vorst (bij nr. 5)                                  | Sevenum          | 1978              |                                 | | |
| De Vorst (bij nr. 7)                                  | Sevenum          | Ca. 1900          |                                 | | |
| Zeesweg (bij nr. 24)                                  | Sevenum          |                   |                                 | | |
| De Gun                                                | Swolgen          | 19e eeuw en 2014  | Dankkruis                       | Geplaatst uit dankbaarheid na een ongeval zonder slachtoffers                                                                                               | Veldkruis aan de Gun in Swolgen. |
| Donkstraat                                            | Swolgen          |                   |                                 | Bij de Mariakapel | |
| Monseigneur Aertsstraat-Schoolstraat                  | Swolgen          |                   |                                 | | Wegkruis aan de Monseigneur Aertsstraat-Schoolstraat in Swolgen.                                                                        |
| Over de Beek                                          | Tienray          | 2005              | Dankkruis                       | | Wegkruis, Over de Beek, Tienray. |
| Swolgenseweg-Donkerhofsteeg                           | Tienray          | 1940 en 2004      |                                 | | Wegkruis aan de Swolgenseweg-Donkerhofsteeg in Tienray                                                                                  |